# Podabrus ohshirakawanus
Podabrus ohshirakawanus là một loài bọ cánh cứng trong họ Cantharidae. Loài này được Takahashi & Kiriyama miêu tả khoa học năm 2000.